# Мур, Томми
Томас Генри Мур (англ. Thomas Henry Moore, 12 сентября 1931, Ливерпуль, Ланкашир — 29 сентября 1981, Ливерпуль) — английский барабанщик, участник группы The Beatles с мая по июнь 1960 года. 

## Биография
Томми Мур родился в Ливерпуле, начал работать на стекольном заводе водителем автопогрузчика. Он попал в группу «The Silver Beetles» в мае 1960 года по рекомендации Аллана Уильямса, когда им потребовался барабанщик для прослушивания у Ларри Парнса. В день прослушивания Мур опоздал, поэтому для первых нескольких песен его заменил Джонни Хатчинсон, барабанщик группы «The Big Three», которая в тот момент была в зале. Вскоре после присоединения к группе он вместе с остальными участниками отправился в Шотландию, где группа выступала в поддержку певца Джонни Джентла. Во время тура он потерял передние зубы, когда фургон группы попал в небольшую аварию, но не смотря на это Джон Леннон и организатор тура настояли на его выступлении с остальной группой. После этого случая его отношения с Джоном сильно ухудшились. В последний раз Мур выступил с группой 13 июня в баре «Jacaranda», отыграл к тому времени вместе с «The Silver Beetles» в общей сложности 16 раз. По другим данным, ещё 11 июня 1960 года Мур без предупреждения покинул группу, не явившись на проверку звука перед вечерним концертом.
Томми Мур вернулся в Ливерпуль, где продолжил работу на стекольном заводе и безрезультатно пытался возобновить свою музыкальную карьеру. Он умер 29 сентября 1981 года от кровоизлияния в мозг в возрасте 50 лет.